# Gura Șușiței
Gura Șușiței – wieś w Rumunii, w okręgu Gorj, w gminie Ionești. W 2011 roku liczyła 297 mieszkańców.